# Marcel Monette
Pour les articles homonymes, voir Monette.
Marcel Monette (28 janvier 1895-17 janvier 1966) est un boulanger et un homme politique fédéral du Québec.

## Biographie
Né à Saint-Édouard-de-Napierville, Marcel Monette commença sa carrière politique en devenant d'abord conseiller municipal et ensuite maire de l'ancienne ville montréalaise de Pointe-aux-Trembles. Il entra à la Chambre des communes du Canada en devenant député du Parti libéral du Canada dans la circonscription de Mercier lors d'une élection partielle déclenchée après la démission du député sortant Joseph Jean en 1949. Réélu en 1953 et en 1957, il fut défait par le progressiste-conservateur André Gillet en 1958.